# Genesis (álbum de Job for a Cowboy)
Genesis é o álbum de estreia da banda americana de death metal Job for a Cowboy.  Lançado em 15 de maio de 2007 pela Metal Blade Records, é o seu primeiro álbum que é baseado em possíveis consequências da VeriChip, junto com o livro de Apocalipse e as teorias apocalípticas. Ele também mostra a mudança do som da banda que começou tocando Deathcore no álbum Doom e agora passou a tocar Death Metal.

## Tema lírico
| “ | Não temos nada contra os cristãos, no entanto. Nós não somos uma banda satânica ou qualquer coisa assim. Nós só achamos que é um conceito legal para que ocorreu com ela, e eu estou feliz que fizemos. Tenho certeza de que haverá alguma reação cristã, mas o que você pode fazer sobre isso? | ” |

## Faixas
Todas as faixas escritas e compostas por Job for a Cowboy. 
| N.º            | Título                       | Duração |  |
| 1.             | "Bearing the Serpent's Lamb" | 2:50    |  |
| 2.             | "Reduced to Mere Filth"      | 2:58    |  |
| 3.             | "Altered from Catechization" | 4:15    |  |
| 4.             | "Upheaval"                   | 2:35    |  |
| 5.             | "Embedded"                   | 3:36    |  |
| 6.             | "Strings of Hypocrisy"       | 2:35    |  |
| 7.             | "Martyrdom Unsealed"         | 2:36    |  |
| 8.             | "Blasphemy"                  | 1:42    |  |
| 9.             | "The Divine Falsehood"       | 4:24    |  |
| 10.            | "Coalescing Prophecy"        | 3:36    |  |
| Duração total: | Duração total:               | 27:19   |  |

## Créditos
Job for a Cowboy
- Brent Riggs – Baixo
- Elliot Sellers - bateria
- Jonny Davy – vocal
- Bobby Thompson – Guitarra ritmica
- Ravi Bhadriraju – Guitarra solo

## Produção
- Engenharia e produção por Cory Spotts
- Masterização e mix por Andy Sneap
- Arte e layout por Dennis Sibeijn

## Posições nas Paradas
| Gráfico (2007)                   | Posição de Pico |
| -------------------------------- | --------------- |
| US Billboard 200                 | 54              |
| US Billboard Independent Albums  | 2               |
| US Billboard Top Internet Albums | 25              |
| US Billboard Top Rock Albums     | 15              |
| UK Indie Album Chart             | 28              |
| UK Rock & Metal Album Chart      | 26              |

## Histórico de Lançamento
| Região        | Data           | Gravadora           | Formato      | Catálogo     |
| ------------- | -------------- | ------------------- | ------------ | ------------ |
| United States | Maio 15, 2007  | Metal Blade Records | Compact Disc | 3984-14614-2 |
| United States | Abril 15, 2008 | Metal Blade Records | Vinyl LP     | 3984-14614-1 |